# La Descente aux enfers (film, 1982)
Pour les articles homonymes, voir Vice Squad.
Pour plus de détails, voir Fiche technique et Distribution.
La Descente aux enfers (titre original : Vice Squad) est un film américain de Gary Sherman sorti en 1982.

## Synopsis
Princess, une jeune femme, collabore avec les autorités pour l'arrestation de l'assassin de sa meilleure amie. Mais celui-ci parvient à s'échapper et se lance à sa poursuite pour la supprimer.

## Fiche technique
- Titre original : Vice Squad
- Réalisation : Gary Sherman
- Scénario : Sandy Howard, Kenneth Peters et Robert Vincent O'Neill
- Directeur de la photographie : John Alcott
- Montage : Roy Watts
- Costumes : Bernadette O'Brien
- Décors : Lee H. Fischer
- Production : Brian E. Frankish
- Genre : Film d'action, Drame
- Pays :  États-Unis
- Durée : 112 minutes
- Date de sortie :
  - États-Unis : 22 janvier 1982 (New York)
  - France : 4 août 1982

## Distribution
- Season Hubley (en) (VF : Arlette Thomas) : Princess
- Gary Swanson (en) (VF : Hervé Bellon) : Tom Walsh
- Wings Hauser (VF : Richard Darbois) : Charlie Ramrod
- Pepe Serna (en) : Pete Mendez
- Beverly Todd : Louise Williams
- Joseph Di Giroloma : Kowalski